# Van Etten (town, New York)
Pour les articles homonymes, voir Van Etten.
Van Etten est une ville située dans le comté de Chemung, dans l' État de New York, aux États-Unis. En 2010, elle comptait une population de 1 557 habitants, estimée au 1er juillet 2016 à 1 496 habitants.

## Démographie
Lors du recensement de 2010, la ville comptait une population de 1 557 habitants. Elle est estimée, en 2016, à 1 496 habitants.